# Djamel Okacha
Pour les articles homonymes, voir Okacha.
Djamel Okacha, dit Yahia Abou al-Hamman, né le 9 mai 1978 à Reghaïa en Algérie et mort le 21 février 2019 près de Tombouctou au Mali, est un djihadiste algérien, membre du Groupe salafiste pour la prédication et le combat, puis d'Al-Qaïda au Maghreb islamique. 

## Biographie

### Guerre civile algérienne
Djamel Okacha naît le 9 mai 1978, près de Reghaïa. Très jeune, durant la guerre civile algérienne, il est proche, selon les sources, du Front islamique du salut ou du Groupe islamique armé ; ce qui dans tous les cas lui vaut d'être emprisonné dix-huit mois en 1995.
Après sa libération, en raison de sa proximité avec Abdelmalek Droukdel (ils sont tous les deux issus de l'algérois), il rejoint le Groupe salafiste pour la prédication et le combat (GSPC) dès sa création, en 1998. Boiteux de naissance du pied droit, il devient tireur d'élite,. Au début des années 2000, il est nommé chef de la « zone 2 » (région de Tizi Ouzou) et devient un des kadis (juges) du GSPC

### Au Mali et au Sahel
Il gagne le nord du Mali et le Sahel en 2003 ou en 2004,. Alors sous les ordres de Mokhtar Belmokhtar, il participe à la fondation de la katiba « Al-Moulathamoune »,. À la suite de ses actions, il est condamné à mort par contumace en Algérie.
Il prend alors part à plusieurs opérations. En 2005, en Mauritanie, il participe à l'attaque de la caserne de Lemgheity. Puis en juin 2009, il assassine avec ses hommes un humanitaire américain, Christopher Leggett. En août 2009, il dirige l'attaque contre l'ambassade de France à Nouakchott,, puis mène l'enlèvement d'un couple italo-burkinabè en décembre 2010. Okacha finalise personnellement certaines négociations de rançons lors des prises d'otages. 
En 2009, il est à la tête de sa propre katiba « Al Fourghan » qui assassine à Tombouctou le colonel Lamana Ould Bou, chef de la DGSE malienne au Nord-Mali, ce qui provoque une brouille avec Mokhtar Belmokhtar, avec lequel, de notoriété publique, ses relations sont fraîches (il s'entend bien en revanche avec Abou Zeïd, chef d'une autre katiba).
Le 2 avril 2012, les forces djihadistes d'Ansar Dine et d'AQMI menées directement par Djamel Okacha, Iyad Ag Ghali, Abou Zeïd et Mokhtar Belmokhtar entrent dans Tombouctou. Elles chassent les rebelles touaregs et arabes du MNLA et du FLNA, répriment les pillages, distribuent des vivres et font aussitôt appliquer la charia,. Djamel Okacha serait alors devenu co-« gouverneur » de Tombouctou.
Après la mort de Nabil Abou Alqama en septembre 2012, Abdelmalek Droukdel nomme le 3 octobre 2012 Djamel Okacha pour lui succéder comme « émir du Sahara »,. Il commande alors l'ensemble des forces d'AQMI dans le Sahel,. Fin 2012 et début 2013, il aurait aidé Mokhtar Belmokhtar et son groupe des Signataires par le sang à préparer la prise d'otages d'In Amenas. Mais selon d'autres sources, il aurait rompu avec Mokhtar Belmokhtar, l'ayant par ailleurs évincé auprès des katibas,,,.
Après le déclenchement de l'opération Serval en janvier 2013, Djamel Okacha quitte Tombouctou avec ses hommes peu de temps avant l'arrivée des Français. Il aurait ensuite pris part à la bataille du Tigharghâr selon une source djihadiste de l'agence Sahara Medias.
Le 10 août 2014, les forces françaises de l'opération Barkhane capturent non loin de Tombouctou une cellule d'AQMI, dont « Abou Tourab », un adjoint de Djamel Okacha,.
En janvier 2016, Djamel Okacha donne une interview au site d'information mauritanien Al-Akhbar : il salue notamment les attentats de Paris du 13 novembre 2015 et se félicite du retour de Belmokhtar au sein d'AQMI, il déplore l'allégeance d'Adnane Abou Walid Al-Sahraoui à l'État islamique, mais affirme que « les contacts ne sont pas rompus »,,.
Le 2 mars 2017, Djamel Okacha apparaît aux côtés de Iyad Ag Ghali, d'Amadou Koufa, de Abou Hassan al-Ansari et de Abou Abderrahman El Senhadji, dans une vidéo qui marque l'unification de plusieurs groupes djihadistes du Sahel et la formation du Groupe de soutien à l'islam et aux musulmans,. Djamel Okacha est alors considéré comme le numéro deux de cette nouvelle formation, dirigée par Iyad Ag Ghali, et le responsable de la région de Tombouctou.

### Mort
Djamel Okacha est tué le 21 février 2019 lors du combat d'Elakla au nord de Tombouctou, lorsqu'un groupe de véhicules djihadistes est intercepté par la force Barkhane,,,. L’opération, particulièrement complexe, a nécessité des moyens motorisés terrestres et héliportés avec un drone MQ-9 Reaper en soutien. Elle a entrainé le décès de 11 terroristes. 
La mort de Djamel Okacha est confirmée quelques jours plus tard par un autre chef djihadiste, Sedane Ag Hita, dans un document audio,. Fin février 2020, Abdelmalek Droukdel, le chef d'Al-Qaïda au Maghreb islamique (AQMI), confirme officiellement la mort de Djamel Okacha,.

### Vidéographie
- [vidéo] France 24, « Quel est l'impact de la mort d'Abou al-Houmam sur la situation au nord du Mali ? », sur youtube, 26 février 2019.